# OGLE-2011-BLG-265L
OGLE-2011-BLG-265L est une étoile naine de type spectral M située dans le disque galactique à 3-4 kiloparsecs du bulbe galactique, dans la direction de la constellation du Sagittaire. Elle est l'objet primaire d'un système planétaire dont l'unique objet secondaire connu est OGLE-2011-BLG-265L b, une planète confirmée.
L'existence de OGLE-2011-BLG-265L b a été confirmée par la NASA le 5 mars 2015.